# Sint Eustatius
Sint Eustatius, còn được cư dân địa phương yêu mến gọi là Statia /ˈsteɪʃə/ hoặc Statius, là một đảo nhỏ nằm trong vùng Caribbe và là một đặc khu của Hà Lan.
Đảo Sint Eustatius nằm ở phía Bắc của Quần đảo Leeward thuộc Tây Indies, phía Đông Nam Quần đảo Virgin. Sint Eusatius giáp với phía Tây Bắc của Quần đảo Saint Kitts, và phía Đông Nam của Quần đảo Saba. Thủ phủ của vùng là Oranjestad.
Đảo Sint Eustatius có diện tích khoảng 21 km² (8.1 dặm vuông). Kết quả cuộc điều tra dân số năm 2001 cho thấy dân số của đảo vào khoảng 3,543 người, với mật độ 169 người/km². Ngôn ngữ chính thức là tiếng Hà Lan và tiếng Anh. Phương ngữ tiếng Anh của Quần đảo Virgin được sử dụng trong giao tiếp hàng ngày. Các khách du lịch thường di chuyển đến đảo bằng máy bay từ sân bay F.D. Roosevelt.
Từng là một phần của Quần đảo Antilles thuộc Hà Lan, Sint Eustatius trở thành đặc khu của Hà Lan vào ngày 10 tháng 10 năm 2010.
Tên gọi "Sint Eustatius" của đảo là tên tiếng Hà Lan của Thánh Eustace (còn được phát âm là Eustachius hoặc Eustathius), vốn là một tu sĩ Tin Lành huyền thoại tử vì đạo; ông còn được biết đến trong tiếng Tây Ban Nha là San Eustaquio và tiếng Bồ Đào Nha là Santo Eustáquio hoặc Santo Eustácio.